# Richard Pacquette
Richard Francis Pacquette (Paddington, 28 de janeiro de 1983) é um futebolista dominiquense que joga como atacante. Atualmente joga no Harefield United.

## Carreira
Começou sua carreira no Queens Park Rangers, onde foi profissionalizado em 2000 e estreou oficialmente um ano depois. Disputou 31 jogos durante os 4 anos em que esteve vinculado ao clube londrino - durante o período, atuou por empréstimo em Stevenage Borough, Dagenham & Redbridge e Mansfield Town.
Após deixar os Hoopers, foi contratado pelo Milton Keynes Dons, e posteriormente jogaria por Fisher Athletic, Brentford, Farnborough Town, novamente Stevenage Borough, St Albans City, Hemel Hempstead Town e Hampton & Richmond Borough entre 2004 e 2005, todas em passagens curtas. Na temporada 2005–06, voltou a ter uma sequência de jogos ao disputar 30 partidas com a camisa do Worthing, e um empréstimo ao Thurrock (4 jogos).
Defenderia ainda o Havant & Waterlooville na temporada 2007–08, quando chegou a enfrentar o Liverpool na Copa da Inglaterra, tendo marcado o primeiro gol do jogo, de cabeça - embora tivesse ficado outra vez à frente do placar, os Hawks foram eliminados após levarem 4 gols do Liverpool. Pacquette disputou 66 jogos e fez 22 gols pelo Havant & Waterlooville até 2008, quando saiu do clube.
Desde então, jogaria por outros 16 times: Maidenhead United, Histon, York City, Hayes & Yeading United, Lincoln City, Bromley, Eastleigh, Sutton United, Lewes, Walton & Hersham, Metropolitan Police, Grays Athletic, Egham Town, Harrow Borough, Thamesmead Town e Harefield United, onde atua desde 2018 e seu 31º clube na carreira.

## Carreira internacional
Nascido em Kilburn, na região da Grande Londres, Pacquette é filho de imigrantes de Dominica, o que tornou o atacante elegível para defender a seleção nacional. Suas 2 partidas com a camisa dos Papagaios foram entre fevereiro e março de 2008, no empate por 1 a 1 no primeiro jogo (foi o autor do gol dominiquense) e na derrota por 1 a 0, na volta.

## Galeria de imagens

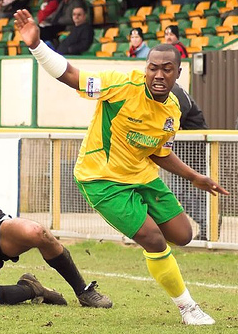
Pacquette no Thurrock em 2006.
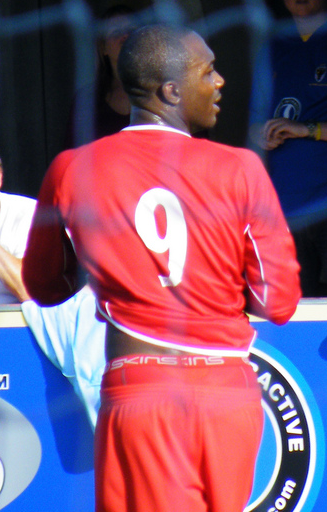
No jogo entre Maidenhead United e AFC Wimbledon, em 2008.
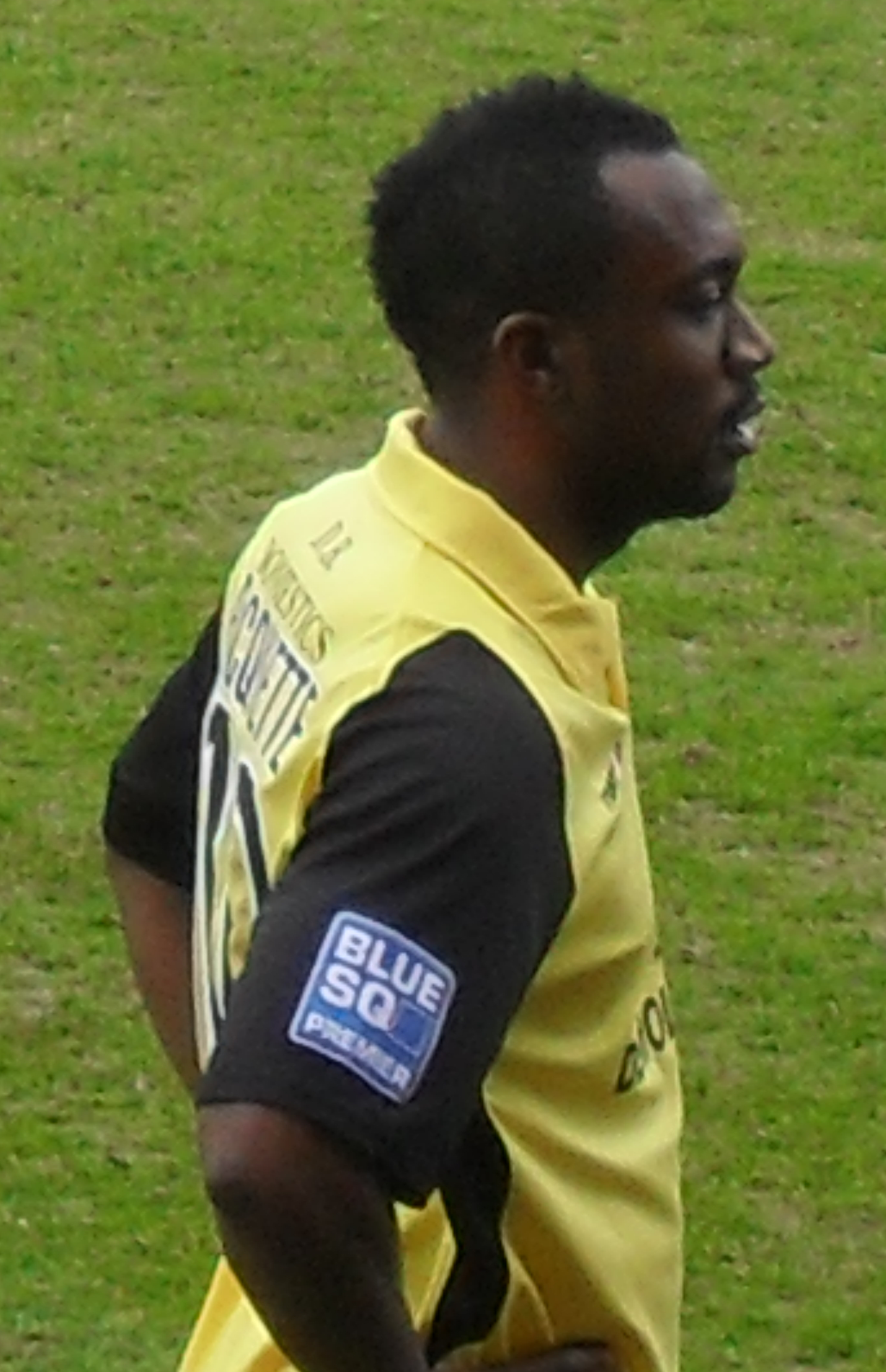
Com a camisa do Eastbourne Borough, onde teve 2 passagens.

## Títulos
Harefield United
- Spartan South Midlands Football League (Division One): 2018–19

## Links
- Richard Pacquette - Site oficial do York City (em inglês)
- Richard Pacquette em National-Football-Teams.com